# Lycosa kempi
Lycosa kempi este o specie de păianjeni din genul Lycosa, familia Lycosidae, descrisă de Gravely în anul 1924. Conform Catalogue of Life specia Lycosa kempi nu are subspecii cunoscute.